# Колпашевский яр
Колпа́шевский яр — высокий обрывистый берег реки Обь в черте города Колпашево Томской области.
Известен главным образом как место массовых захоронений людей, расстрелянных или умерших в тюрьме НКВД по Нарымскому округу в 1930-е — 1940-е годы. По данным общества «Мемориал», общее число похороненных в Колпашевском яре составляет около 4000 человек. Захоронения были случайно открыты в конце апреля — начале мая 1979 года, когда весеннее половодье реки Обь подмыло берега и обнажило одно из них, но вскоре и останки, и признаки захоронений были ликвидированы. В 1992 году на месте захоронений установлен памятный знак о намерении установить памятник жертвам.

## Расстрелы и захоронения
Старший следователь УКГБ по Томской области А. Спраговский, который работал по Томской области в 1955—1960-е годы и участвовал в реабилитации репрессированных, цитирует показания одного из исполнителей смертных приговоров в 1937 году, показавшего, что рядом со зданием Нарымского окружного отдела НКВД в Колпашево «была большая площадка, обнесенная высоким забором, там была вырыта яма, куда можно было подойти по специально устроенному трапу. В момент расстрела исполнители находились в укрытии, а при подходе арестованного к определенному месту раздавался выстрел, и он сваливался в яму. В целях экономии патронов была внедрена система удушения петлей с применением мыла».
Расстрельная бригада (1937—1938 годов) сотрудников НКВД, производившая расстрелы:
1. МАРТОН Степан Степанович (наст.имя Мартон Иштван Иштванович; 1897–1959) — начальник Нарымского окружного отдела УНКВД по НСО ЗСК СССР (08.1934 — 01.1938). Арестован в январе 1938 года. 15 июня 1939 года дело прекращено, освобожден. С 1944 года — в системе ИТЛ Южного Кузбасса, восстановлен в звании (майор госбезопасности) и ВКП(б).
2. УЛЬЯНОВ Николай Алексеевич (1897–1968) — начальник Нарымского окружного отдела УНКВД по НСО ЗСК СССР, лейтенант государственной безопасности СССР (02.1938—12.10.1940). С 1940 – начальник Кемеровского ГО НКВД-НКГБ. «Почѐтный чекист» (1937). Начальник, затем заместитель начальника УМГБ Горно-Алтайской области УМГБ Алтайского края (1947–1950). Полковник (1948). Уволен по состоянию здоровья (1960). Формулировка приказа об увольнении изменена (1966) на «уволен по фактам, дискредитирующим звание офицера». Проживал в Костроме, умер и похоронен там же.
3. СУРОВ Николай Андреевич (1900–1938) — помощник начальника Нарымского окружного отдела УНКВД по НСО ЗСК СССР. В органах ВЧК−ОГПУ−НКВД с 1922 года.  Арестован 04.02.1938. Военной коллегией Верховного суда СССР 22.06.1938 приговорен к высшей мере наказания. Реабилитирован 04.12.1991.
4. ТЕРЕНТЬЕВ Никита Максимович (1899 – ?) — помощник начальника Нарымского окротдела УНКВД по НСО ЗСК СССР,  лейтенант государственной безопасности СССР.  Уволен из НКВД в 1939 году. В 1942 снят с поста начальника Кемеровского азотнотукового завода «за попытку изнасилования девушки-комсомолки». 15.09.1942. исключен из ВКП(б) «за использование служебного положения». Решением Кемеровского ГК ВКП(б) от 27.09.1942. восстановлен в ВКП(б); в органах НКВД восстановлен в 1943 году.   На 31 мая 1945 года подполковник государственной безопасности.
5. КИПЕРВАС Пётр Григорьевич (1905—1973) — начальник 4 отдела Нарымского окружного отдела УНКВД по НСО ЗСК СССР, лейтенант государственной безопасности УНКВД по НСО ЗСК СССР.
6. КОХ Николай Иванович (1896 – ?) — инспектор 1 спецотдела Нарымского окружного отдела УНКВД по НСО ЗСК СССР, лейтенант государственной безопасности УНКВД по НСО ЗСК СССР.
7. РЕЗНИКОВ Артемий Зиновьевич (1905 –?) — оперативный уполномоченный 3-го отдела Нарымского окружного отдела УНКВД по НСО ЗСК СССР, сержант государственной безопасности УНКВД по НСО ЗСК СССР.  Закончил службу 10.09.1952 (капитан государственной безопасности).
8. БЕЛОСЛЮДЦЕВ Георгий Петрович (г.р.1892–?) — Начальник пункта связи Нарымского окружного отдела НКВД по НСО ЗСК СССР [12].
9. ВОРОБЬЕВ Иннокентий Филиппович (г.р.1902 –?) — оперуполномоченный  4 отдела Нарымского окружного отдела НКВД по НСО ЗСК СССР. 31 марта 1938 года в г. Колпашево принимал участие в расстреле 120 человек[13]. С 5.08.1938 — младший лейтенант государственной безопасности.
10. МЕТЛА Алексей Николаевич — командир конвойного взвода в Колпашевском РО НКВД в 1935–1938 гг.
11. КАРПОВ Сафрон Петрович[14] (г.р.1912). По его утверждению, был прикомандирован в Колпашевское НКВД как курсант-практикант. На самом деле некоторое время исполнял обязанности начальника НКВД Нарымского округа[15].

## Уничтожение захоронений

Берег Оби в мае 1979 года после размыва захоронения

По распоряжению 1-го секретаря Колпашевского горкома КПСС В. Н. Шутова на подмытом берегу около могильника был установлен глухой забор и выставлено оцепление, чтобы люди не приносили цветы и свечи. Были сформированы отряды из сотрудников МВД, КГБ, созданы дружины добровольцев, которых посадили на моторные лодки и перегородили ими реку. С заводов им стали доставлять ненужный железный лом. Задачей этих отрядов было подплыть к трупу, привязать к нему груз и утопить.
После первомайской демонстрации первый секретарь Томского обкома КПСС Е. К. Лигачёв и начальник управления КГБ по Томской области полковник К. М. Иванов сообщили о обнаружении захоронения ответственным работникам ЦК КПСС и КГБ СССР (в частности, членам Политбюро, секретарям ЦК КПСС М. А. Суслову и Ю. В. Андропову), которые предпочли избежать огласки. С этой целью было указано уничтожить и останки, и признаки этого и иных подобных колпашевских захоронений. На совещании в Томске решили ликвидировать могилу с воды: размыть потоком от винтов теплоходов берег, чтобы останки трупов оказались утопленными в реке. Первый секретарь обкома Лигачёв на момент совещания находился в отпуске. Операция по уничтожению захоронения проводилась силами сотрудников подразделений КГБ СССР. На место захоронения в город Колпашево лично прибыли начальник облуправления госбезопасности К. М. Иванов и секретарь обкома КПСС А. И. Бортников. Из Москвы прилетел генерал-майор КГБ А. И. Фокин. Под их непосредственным руководством была проведена операция сокрытия. При этом район братской могилы был оцеплен солдатами прибывших подразделений войск КГБ СССР.
Свою роль в этих событиях Лигачев описывал следующим образом:

Когда мне сообщили об этом ЧП, первым душевным порывом было, конечно, стремление мчаться, лететь на место происшествия, чтобы овладеть ситуацией и постараться как‑то легализовать случившееся. <...>
Первым мне позвонил и сообщил о случившемся в Колпашеве начальник областного управления КГБ К.М.Иванов (весьма порядочный, образованный и политически честный товарищ). Я спросил у него:
— Что это за могильник? Ответ был расплывчатым:
— Пока трудно сказать что‑либо определенное. Может быть, этот могильник связан с захоронением белогвардейцев, дезертиров. А возможно, и скорее всего — это репрессированные тридцать седьмого года. Но у нас никаких документов на этот счет нет, мы уже все пересмотрели. <...>
Существовал твердый порядок: обо всех «нестандартных» ситуациях, а особенно о происшествиях, имеющих политические аспекты, необходимо немедленно докладывать в ЦК. Вопрос был архисерьезный. И я, не мешкая, позвонил Суслову.
Однако ничего не успел сказать. Суслов перебил после первых же слов:
— Я в курсе дела, мне уже известно об этом от товарища Андропова.
Стало ясно, что областное управление КГБ сперва доложило наверх по своей линии, своему непосредственному начальству, и уже только потом проинформировало обком партии.
Суслов между тем продолжал:
— Вам позвонят из КГБ. Это не дело партийного комитета. 
Действительно, вскоре состоялся телефонный разговор с Андроповым. Он тоже был необычно кратким.
— Мне известен ваш разговор с Михаилом Андреевичем, — начал председатель КГБ. — Этим происшествием занимаемся мы, и только мы. — Затем в точности, с небольшим нажимом повторил фразу Суслова: — Это не дело партийного комитета.

Иными словами, моя попытка как‑то вмешаться в ситуацию, попытаться разобраться в ней была пресечена самым решительным образом. Всеми спецработами занимался КГБ. Обком к этому никакого отношения не имел.— 

Капитан озёрного толкача проекта 428 ОТ-2010 В. П. Черепанов в 1990 году рассказывал следователям: 
Трупы из ямы стали падать в воду. Мерзлый верхний слой земли обваливался большими глыбами по мере размывания нижнего талого слоя грунта. Мыли с 11 по 15 мая. Было много ям. Трупы были целые, разной величины. Видел на трупах розово-белое белье. Трупы плавали. Кагэбешники фотографировали…

В это время на берегу бурили скважины, искали необнаруженные захоронения. Количество ям назвать не могу. Мыли круглосуточно. Теплоход почти весь ушел в берег (образовалась бухта).
По словам старпома одного из судов, «двигатели перегревались, нас обрывало (трос лопался), мы несколько раз отходили. Нам объяснили, что это санитарное мероприятие. Говорили, чтоб мы не распространялись об этом. …Ниже по течению работали катера, ловили тех, кто уплыл, кого не размолотило винтами».
По факту вандализма прокуратура Новосибирской области возбудила уголовное дело, а 26 сентября 1992 года Военной прокуратурой оно было прекращено по ч. 1 ст. 5 УПК РСФСР «за отсутствием в чьих-либо действиях состава преступления».